# Taddeo da Sessa
(Matteo Paris, Ex Mathei Parisiensis cronicis maioribus (1240-1253), in Monumenta Germaniae Historica, Hannover, 1888)
Taddeo da Sessa (Sessa Aurunca, tra il 1181 e il 1200 – Parma, 1248) è stato un giurista e militare italiano, esponente di seconda generazione, insieme a Terrisio d'Atina, della scuola dictaminale di Capua.

## Biografia
Nato a Sessa Aurunca, fu esperto studioso di diritto presso la corte dell'Imperatore Federico II di Svevia e divenne uno dei consiglieri più fidati del sovrano fino ad ottenere cariche prestigiose, come quella di giudice della Magna Curia e di ambasciatore. Nel 1245, infatti, insieme a Pier della Vigna e Gualtiero di Ocre, fu inviato al Concilio di Lione, con il compito di difendere Federico II (che però venne ugualmente scomunicato).
Rimasto sempre fedele all'Imperatore e alla causa ghibellina, Taddeo da Sessa morì probabilmente nel 1248 sul campo di battaglia durante l'assedio di Parma.